# Lucas Grimstedt
Lucas Grimstedt, född 6 september 1994 i Nyköping, är en svensk skådespelare.
Grimstedt har medverkat i TV-serien Rebecka Martinsson år 2020. Är 2023 har han medverkat i TV-serierna Händelser vid vatten, Genombrottet samt Från trakten.

## Filmografi (i urval)
- 2020 – Rebecka Martinsson (TV-serie)
- 2023 – Händelser vid vatten (TV-serie)
- 2023 – Från trakten (TV-serie)
- 2025 – Genombrottet (TV-serie)
- 2025 – Ett ärligt liv
- 2025 – Koka björn (TV-serie)